# M22 Locust
O tanque leve M22 Locust foi um veículo das divisões aerotransportadas, isto é que podem ser lançados de aviões, desenvolvido pelo exército dos EUA, mas de uso das forças armadas do Reino Unido durante a Segunda Guerra Mundial.

## Operação Varsity
O veículo teve participação durante a Operação Varsity em 24 de março de 1945. Oito Locusts da 17ª Divisão Aerotransportada dos Estados Unidos divididos em duas tropas de quatro veículos foram mandados para a 6º Brigada de Aterrissagem, na zona de aterrissagem "P", que ficava à leste de Diersfordter Wald e à oeste de Hamminkeln, onde agiram como uma reserva divisional.